# 小茄
小茄（学名：Lysimachia japonica）为报春花科珍珠菜属的植物。分布在印度尼西亚、台湾岛、日本、朝鲜以及中国大陆的江苏、浙江、海南等地，多生在田边或路旁荒草地中，目前尚未由人工引种栽培。